# Мідвест
Мідвест (англ. Midwest) — місто (англ. town) в США, в окрузі Натрона штату Вайомінг. Населення — 285 осіб (2020).

## Географія
Мідвест розташований за координатами 43°24′41″ пн. ш. 106°16′37″ зх. д. / 43.41139° пн. ш. 106.27694° зх. д. (43.411341, -106.277079).  За даними Бюро перепису населення США в 2010 році місто мало площу 1,12 км², уся площа — суходіл.

## Демографія
Згідно з переписом 2010 року, у місті мешкали 404 особи в 148 домогосподарствах у складі 104 родин. Густота населення становила 361 особа/км².  Було 200 помешкань (179/км²).
Расовий склад населення:
| - 95,5 % — білих - 1,2 % — корінних американців - 0,2 % — чорних або афроамериканців - 0,2 % — азіатів |

До двох чи більше рас належало 2,5 %. Частка іспаномовних становила 3,2 % від усіх жителів.
За віковим діапазоном населення розподілялося таким чином: 29,7 % — особи молодші 18 років, 64,4 % — особи у віці 18—64 років, 5,9 % — особи у віці 65 років та старші. Медіана віку мешканця становила 30,9 року. На 100 осіб жіночої статі у місті припадало 100,0 чоловіків;  на 100 жінок у віці від 18 років та старших — 98,6 чоловіків також старших 18 років.
Середній дохід на одне домашнє господарство  становив 52 380 доларів США (медіана — 47 500), а середній дохід на одну сім'ю — 56 821 долар (медіана — 56 875). За межею бідності перебувало 24,3 % осіб, у тому числі 43,0 % дітей у віці до 18 років та 23,8 % осіб у віці 65 років та старших.
Цивільне працевлаштоване населення становило 159 осіб. Основні галузі зайнятості: освіта, охорона здоров'я та соціальна допомога — 26,4 %, сільське господарство, лісництво, риболовля — 25,8 %, транспорт — 11,3 %, мистецтво, розваги та відпочинок — 10,1 %.
За даними перепису 2000 року,
на території муніципалітету мешкало 408 людей, було 149 садиб та 101 сімей.
Густота населення становила 358,0 осіб/км². Було 228 житлових будинків.
З 149 садиб у 38,9% проживали діти до 18 років, подружніх пар, що мешкали разом, було 53,0 %,
садиб, у яких господиня не мала чоловіка — 11,4 %, садиб без сім'ї — 32,2 %.
Власники 26,2 % садиб мали вік, що перевищував 65 років, а в 13,4 % садиб принаймні одна людина була старшою за 65 років.
Кількість людей у середньому на садибу становила 2,74, а в середньому на родину 3,33.
Середній річний дохід на садибу становив 30 000 доларів США, а на родину — 33 125 доларів США.
Чоловіки мали дохід 28 000 доларів, жінки — 20 625 доларів.
Дохід на душу населення був 12 891 доларів.
Приблизно 25,0 % родин та 29,1 % населення жили за межею бідності.
Серед них осіб до 18 років було 45,0 %, і понад 65 років — 23,7 %.
Середній вік населення становив 33 років.